# Henrik Wennberg
Henrik Wennberg, född 11 mars 1966, är en svensk före detta friidrottare från Östersund. Han specialiserade sig på kulstötning och diskuskastning. Moderföreningen var IF Castor men han representerade även Västerås IK, KA 2 IF, Turebergs FK samt Upsala IF.
Som junior deltog han 1985 vid JEM i Cottbus, DDR. Som senior deltog han vid två Europamästerskap, Helsingfors 1994 och Budapest 1998. Han deltog även vid VM i friidrott i Göteborg 1995. Han slogs ut i kvalet vid samtliga tillfällen, närmast final var han i Helsingfors då det fattades 12 cm. 
Han utsågs 2003 till Stor grabb/stor tjej nummer 477 i friidrott.

## Personliga rekord
| Utomhus - Kula – 19,98 (Colorado Springs, Colorado USA 16 maj 1992) - Diskus – 62,56 (Boulder, Colorado USA 28 oktober 1994) - Slägga – 64,70 (Boulder, Colorado USA 8 januari 1994) | Inomhus - Kula – 19.00 (Flagstaff, Arizona USA 7 februari 1991) |

### Fotnoter
1. 1 2 3 4 5 6 7 8 9 10 11 12  Wiger 2006, s. 125.
2. 1 2 3 4 5 6  Wiger 2006, s. 129.
3. ↑  ”Stora inne-SM 2005, resultat” (pdf). mai.se. Arkiverad från originalet den 23 november 2015. https://web.archive.org/web/20151123081015/http://www.mai.se/resultat/resultatlista-ism.2005.pdf. Läst 12 april 2015.
4. 1 2 3 4  ”Personsida på AllAthletics”. all-athletics.com. Arkiverad från originalet den 2 februari 2017. https://web.archive.org/web/20170202043530/http://www.all-athletics.com/node/74609. Läst 25 januari 2017.
5. ↑  ”Stora grabbars märke”. friidrott.se. Arkiverad från originalet den 31 mars 2016. https://web.archive.org/web/20160331202525/http://www.friidrott.se/historik/storagrabbar.aspx. Läst 25 januari 2017.
6. ↑  ”Stora Grabbar personpresentation”. storagrabbar.se. http://www.storagrabbar.se/grabbar_10.html. Läst 25 januari 2017.
7. ↑  ”Personsida på IAAF:s webbplats”. iaaf.org]. https://www.iaaf.org/athletes/sweden/henrik-wennberg-5063. Läst 25 januari 2017.
8. ↑  Holmberg 2009, s. 270.
9. ↑  Holmberg 2009, s. 281.
10. ↑  Holmberg 2009, s. 289.